# Llano de Bureba
Llano de Bureba település Spanyolországban, Burgos tartományban. Llano de Bureba Oña, Los Barrios de Bureba, Piérnigas, Rojas, Carcedo de Bureba és Poza de la Sal községekkel határos. Lakosainak száma 49 fő (2024).

## Népesség
A település népessége az utóbbi években az alábbiak szerint változott:
| Lakosok száma | 57   | 70   | 71   | 69   | 69   | 69   | 61   | 58   | 53   | 49   |
|               | 2001 | 2004 | 2006 | 2009 | 2011 | 2014 | 2016 | 2019 | 2021 | 2024 |